# Sympolymnia
Sympolymnia Perger & Rubio, 2020 è un genere di ragni appartenente alla famiglia Salticidae.

## Distribuzione
Le 5 specie sono diffuse in America centrale e meridionale: la specie dall'areale più ampio è la S. lauretta, rinvenuta in località del Brasile, del Perù, della Bolivia e dell'Argentina.

## Tassonomia
Per la descrizione delle caratteristiche di questo genere sono stati esaminati gli esemplari tipo di Janus lucasi Taczanowski, 1871.
Non sono stati esaminati esemplari di questo genere dal 2020.
Attualmente, a gennaio 2022, si compone di 5 specie:
- Sympolymnia cutleri Perger & Rubio, 2020 — Bolivia
- Sympolymnia edwardsi (Cutler,1985) — dal Messico alla Costarica
- Sympolymnia lauretta (Peckham & Peckham, 1892) — Perù, Bolivia, Brasile, Argentina
- Sympolymnia lucasi (Taczanowski, 1871)[2] — Perù, Colombia, Brasile, Guyana francese
- Sympolymnia shinahota Perger & Rubio, 2020 — Bolivia

### Sinonimi
- Sympolymnia atrogaster (Mello-Leitão, 1941); posta in sinonimia con S. lauretta a seguito di un lavoro dell'aracnologa Galiano (1966a)[1].
- Sympolymnia melanura Mello-Leitão, 1917; posta in sinonimia con S. lauretta a seguito di un lavoro dell'aracnologa Galiano (1966a)[1].